# James Sherman

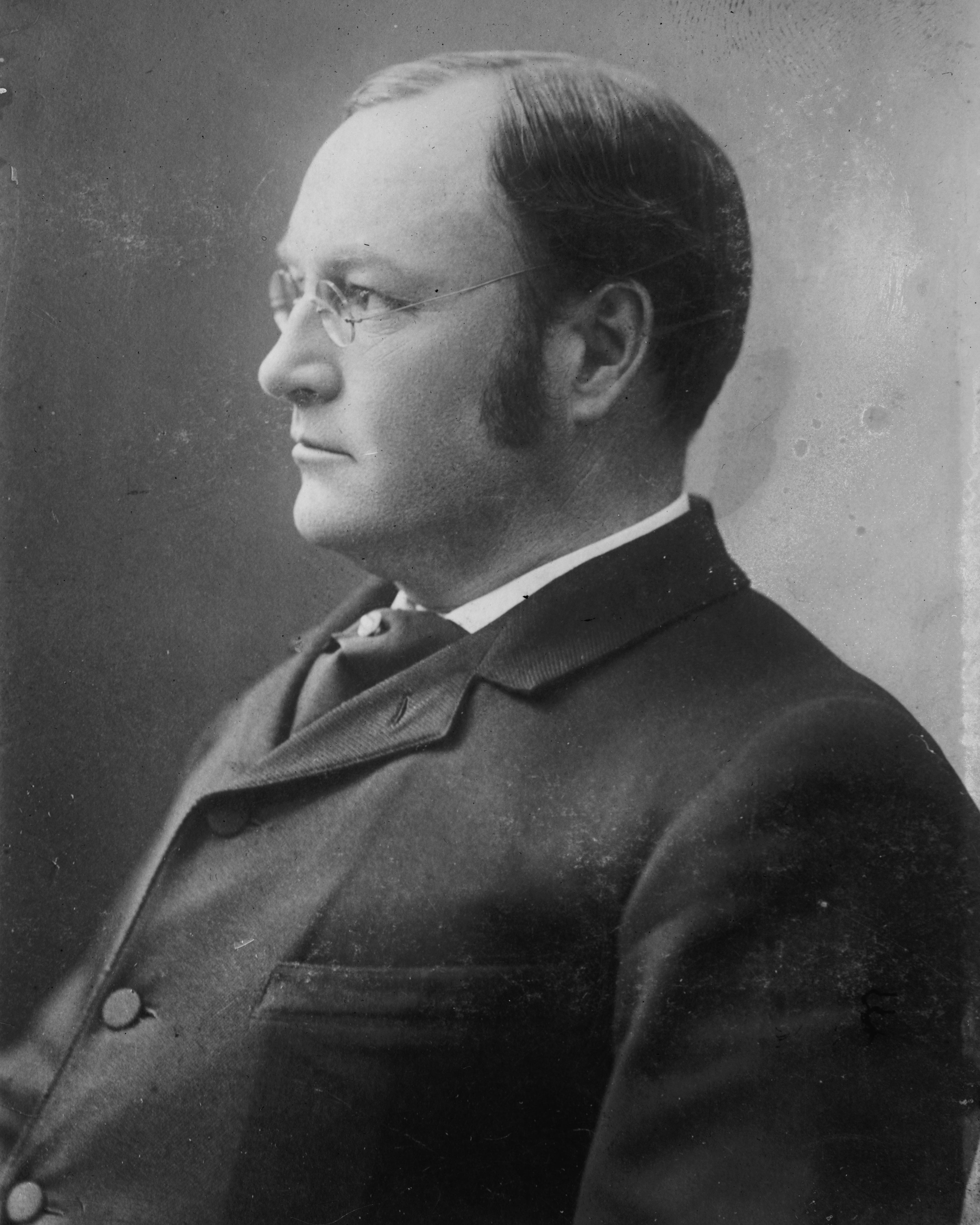
James Sherman

James Schoolcraft Sherman (Utica (New York), 24 oktober 1855 – aldaar, 30 oktober 1912) was een Amerikaans politicus en vicepresident.
Sherman was afkomstig uit Utica in de staat New York waar hij een loopbaan opbouwde als advocaat. Politiek behoorde hij tot de Republikeinse Partij. Hij was meer dan 20 jaar lid van het Huis van Afgevaardigden: 1887-1891 en 1893-1909. Vanaf 1909 tot aan zijn overlijden was Sherman vicepresident tijdens de ambtstermijn van president William Howard Taft.
Adams ·
Jefferson ·
Burr ·
Clinton ·
Gerry ·
Tompkins ·
Calhoun ·
Van Buren ·
R.M. Johnson ·
Tyler ·
Dallas ·
Fillmore ·
King ·
Breckinridge ·
Hamlin ·
A. Johnson ·
Colfax ·
Wilson ·
Wheeler ·
Arthur ·
Hendricks ·
Morton ·
Stevenson ·
Hobart ·
Roosevelt ·
Fairbanks ·
Sherman ·
Marshall ·
Coolidge ·
Dawes ·
Curtis ·
Garner ·
Wallace ·
Truman ·
Barkley ·
Nixon ·
L.B. Johnson ·
Humphrey ·
Agnew ·
Ford ·
Rockefeller ·
Mondale ·
Bush ·
Quayle ·
Gore ·
Cheney ·
Biden ·
Pence ·
Harris ·
Vance
- Bibliothèque nationale de France: cb16954328r (data)
- International Standard Name Identifier: 0000 0000 3297 4310
- Library of Congress Control Number: n89626569
- National Archives and Records Administration: 127539657
- SNAC: w6j20snh
- Biographical Directory of the United States Congress: S000345
- Virtual International Authority File: 26208089
- WorldCat: E39PBJf4dQqC38GpMh6GTDp3wC